# داشیتسه
داشیتسه (به چکی: Dašice) یک منطقهٔ مسکونی و شهرستان دارای شهرک سابقاً روستا در جمهوری چک است که در ناحیه پاردوبیتسه واقع شده‌است. داشیتسه ۲٬۱۵۹ نفر جمعیت دارد.